# Alewtina Pawlowna Koltschina
Alewtina Pawlowna Koltschina, geborene Leontjewa (russisch Алевтина Павловна Колчина (Леонтьева); englisch Alevtina Kolchina; * 11. November 1930 in Pawlowski, Oblast Ural, Russische SFSR, Sowjetunion; † 1. März 2022) war eine sowjetische Skilangläuferin. Sie gehörte in den 1950er und 1960er Jahren zu den besten Skilangläuferinnen. In ihrer Karriere konnte sie fünf olympische Medaillen erringen.

## Werdegang
Koltschina trat international erstmals bei den Nordischen Skiweltmeisterschaften 1954 in Falun in Erscheinung. Dort wurde sie Fünfte über 10 km. Olympischen Winterspielen 1956 in Cortina d’Ampezzo  Kwann sie mit der sowjetischen Staffel die Silbermedaille. Zudem errang sie dort den vierten Platz über 10 km. Zwei Jahre später gewann sie bei den Nordischen Skiweltmeisterschaften 1958 in Lahti über 10 km und mit der Staffel jeweils die Goldmedaille. Bei den Olympischen Winterspielen 1960 in Squaw Valley kam sie auf den vierten Platz über 10 km. In den Jahren 1961 bis 1963 gewann sie dreimal in Folge den 10-km-Lauf beim Holmenkollen Skifestival und wurde dafür 1963 mit der Holmenkollen-Medaille geehrt. Im Jahr 1961 errang sie bei den Lahti Ski Games den dritten Platz über 10 km. Bei den Nordischen Skiweltmeisterschaften 1962 in Zakopane holte sie über 5 km, über 10 km und mit der Staffel jeweils die Goldmedaille. Im selben Jahr siegte sie bei den Svenska Skidspelen über 10 km und errang mit der Staffel dort den zweiten Platz. Im folgenden Jahr gewann sie erstmals den 10-km-Lauf bei den Lahti Ski Games. Bei den Olympischen Winterspielen 1964 in Innsbruck holte sie die Bronzemedaille über 5 km und die Goldmedaille mit der Staffel. Außerdem belegte sie den siebten Platz über 10 km. Im selben Jahr siegte sie bei den Svenska Skidspelen in Kiruna über 10 km und mit der Staffel. Im März 1965 gewann sie wie zwei Jahre zuvor den 10-km-Lauf bei den Lahti Ski Games. Bei den Nordischen Skiweltmeisterschaften 1966 in Oslo erlangte sie mit der Staffel die Silbermedaille und über 5 km und über 10 km jeweils die Goldmedaille. Im Jahr 1967 siegte sie bei den Svenska Skidspelen in Kiruna mit der Staffel und belegte über 10 km den dritten Rang. Ihren letzten internationalen Erfolg hatte sie bei den Olympischen Winterspielen 1968 in Grenoble. Dort holte sie über 5 km und mit der Staffel jeweils die Bronzemedaille. Zudem kam sie über 10 km auf den siebten Platz.
Koltschina wurde 13-mal sowjetische Meisterin, davon fünfmal über 5 km (1956, 1958, 1960, 1962, 1963), fünfmal über 10 km (1959, 1962–1964, 1967) und dreimal mit der Staffel (1956, 1960, 1963). Sie war mit dem Skilangläufer Pawel Koltschin verheiratet. Ihr gemeinsamer Sohn ist der ehemalige Nordische Kombinierer Fjodor Koltschin. Seit 1973 wohnte sie in Estland und war seit 1996 auch estnische Staatsbürgerin.

## Erfolge

### Olympische Winterspiele
- 1956 in Cortina d’Ampezzo: Silber mit der Staffel
- 1964 in Innsbruck: Gold mit der Staffel, Bronze über 5 km
- 1968 in Grenoble: Bronze über 5 km, Bronze mit der Staffel

### Weltmeisterschaften
- 1958 in Lahti: Gold über 10 km, Gold mit der Staffel
- 1962 in Zakopane: Gold über 5 km, Gold über 10 km, Gold mit der Staffel
- 1966 in Oslo: Gold über 5 km, Gold über 10 km, Silber mit der Staffel